# Coelosia tlaloci
Coelosia tlaloci är en tvåvingeart som beskrevs av Soli 1997. Coelosia tlaloci ingår i släktet Coelosia och familjen svampmyggor. Inga underarter finns listade i Catalogue of Life.